# Brahima Touré
Brahima Touré, né le 9 septembre 1989 à Abidjan, est un footballeur ivoirien évoluant au poste de milieu de terrain à l'US Tataouine.

## Carrière
- 2008-2011 : Club sportif sfaxien ( Tunisie)
- 2015  : DRB Tadjenanet ( Algérie)
- depuis 2016  : US Tataouine ( Tunisie)

## Palmarès
- Coupe de la confédération (1) :
  - Vainqueur : 2008
  - Finaliste : 2010

- Coupe nord-africaine des vainqueurs de coupe (1) :
  - Vainqueur : 2009

- Coupe de Tunisie (1) :
  - Vainqueur : 2009
  - Finaliste : 2010